# Planetario Galileo Galilei

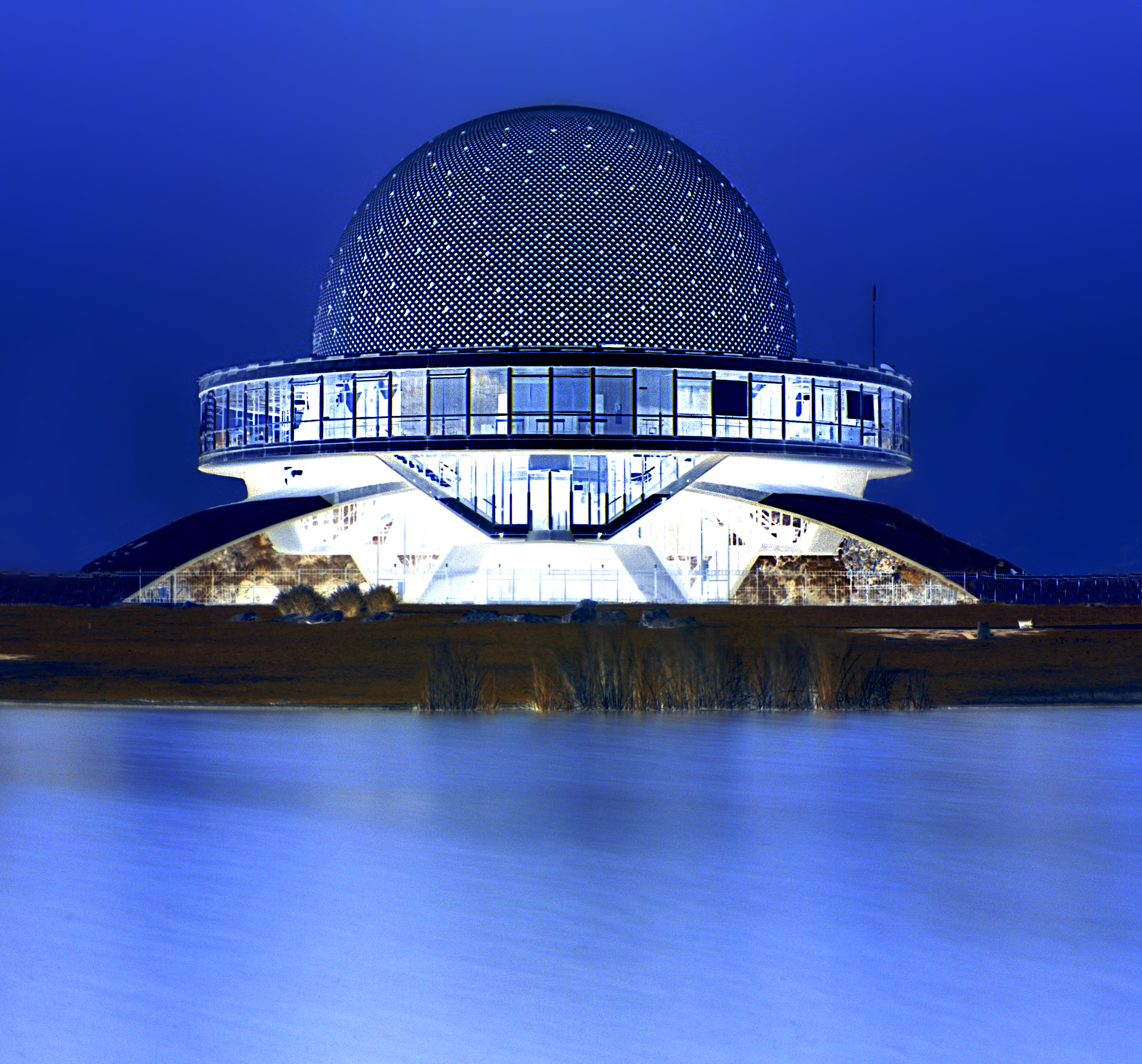
Il Planetario Galileo Galilei di notte

Il Planetario Galileo Galilei è situato nel Parque Tres de Febrero, nel quartiere Palermo di Buenos Aires, progettato dall'architetto Jan de Enrique.

## Storia
L'idea di costruire un planetario nella città di Buenos Aires iniziò a prendere forma nel 1958 da un accordo tra il consigliere socialista José Luis Peña e il segretario comunale alla cultura dell'epoca, Dr. Aldo Cocca.
I lavori di costruzione iniziarono, sotto la direzione dell'architetto Enrique Jan, nel 1962, e fu inaugurato il 20 dicembre 1966. Il primo utilizzo, da parte di studenti delle università cittadine è avvenuto il 13 giugno 1967. L'impianto è stato ufficialmente aperto al pubblico il 5 aprile 1968.

## Struttura

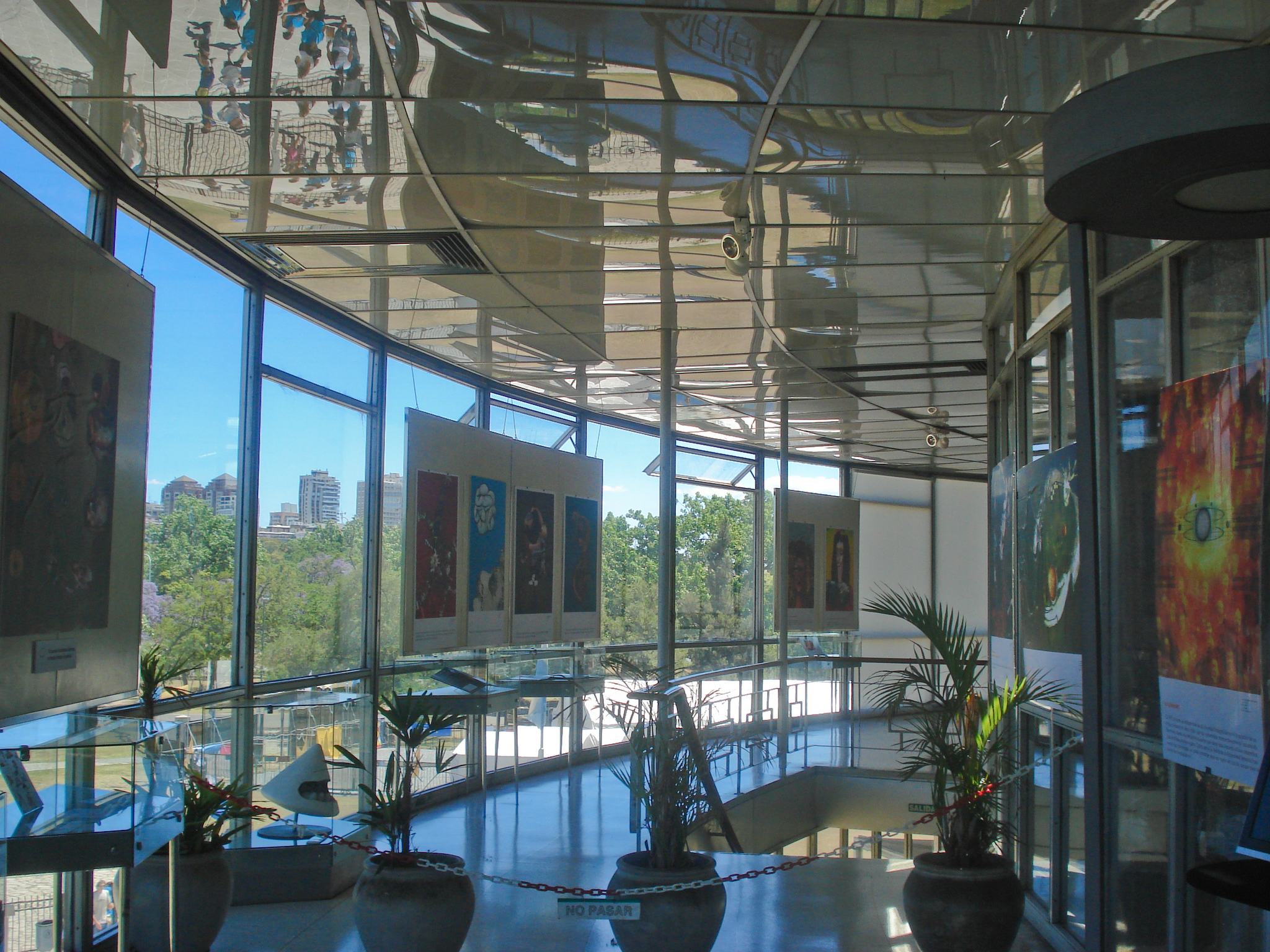
Hall del planetario.

L'edificio è composto da cinque piani, sei vani scale ed una sala d'osservazione alta 20 metri e con un diametro pari anch'esso a 20 metri per un totale, fino a due anni fa, di 360 posti a sedere. L'interno della cupola semisferica è ricoperto di alluminio riflettente.
Il Planetario posizionato al centro della struttura, e dotato di oltre 100 proiettori per un'altezza complessiva di circa 5 metri ed un peso di 2,5 tonnellate, era composto fino al 2011 di quattro strutture a forma cilindrica con proiettori indipendenti per la Luna, il Sole ed i pianeti visibili (Mercurio, Venere, Marte, Giove e Saturno), stelle, costellazioni e nebulose.
Dopo la recente riforma, ultimata e inaugurata nel dicembre 2011, queste sono alcune delle modifiche apportate:
- Un proiettore MEGASTAR II A, che consente di vedere persino stelle di 11º magnitudine, ossia circa un milione di stelle in più rispetto ai planetari convenzionali, e che proietta inoltre più di 140 cumuli e nebulose. La Via Lattea può essere apprezzata con un realismo mai raggiunto finora.
- Il proiettore è il primo al mondo che adotta lampade LED, con un notevole risparmio di consumo elettrico.
- Gli spettacoli ora hanno immagini ad alta risoluzione e un avanzato sistema video full-dome, il DigitalSky II. Le precedenti poltroncine sono state sostituite da 280 poltrone 4D dotate di telecomando in modo che lo spettatore possa interagire durante la proiezione. Anche il sistema audio è stato aggiornato a digital 5.1.
- È stata rinnovata la cupola esterna, ora con illuminazione ecologica.
- È stato recuperato il lago del parco.

## Funzioni per ciechi e sordi
- Le funzioni per ciechi e sordi sono state inaugurate a giugno del 2001 e sono inedite in America Latina. Con la collaborazione della Biblioteca Argentina para Ciegos (BAC), si combinano mappe celesti tattili, grafici in rilievo, una narrazione registrata, musica ed effetti sonori.
- Un ampio settore della Sala Spettacoli è dotato di un anello magnetico per amplificare il suono e facilitare l'audizione (tramite cuffie) agli ipoacusici.

Questi due tipi di funzione sono con ingresso libero e gratuito.

## Curiosità
- Il museo ha un pezzo di pietra lunare che è stata portata sulla terra dalla missione spaziale Apollo XI, ed è stata successivamente donata al planetario dal presidente statunitense Richard Nixon.
- Nel lastricato di ingresso si possono osservare delle ammoniti, fossili marini risalenti a più di 100 milioni di anni fa, provenienti dalla Provincia di Neuquén.
- Nella terrazza di accesso è esposto un meteorite metallico proveniente dalla Provincia del Chaco.
- In questa location è stato girato il video di Violetta "en mi mundo".
- Dove oggi sorge il Planetario si è svolta il 20 giugno 1867 la prima partita di calcio giocata in Argentina.